# St. Georg (Vechta)

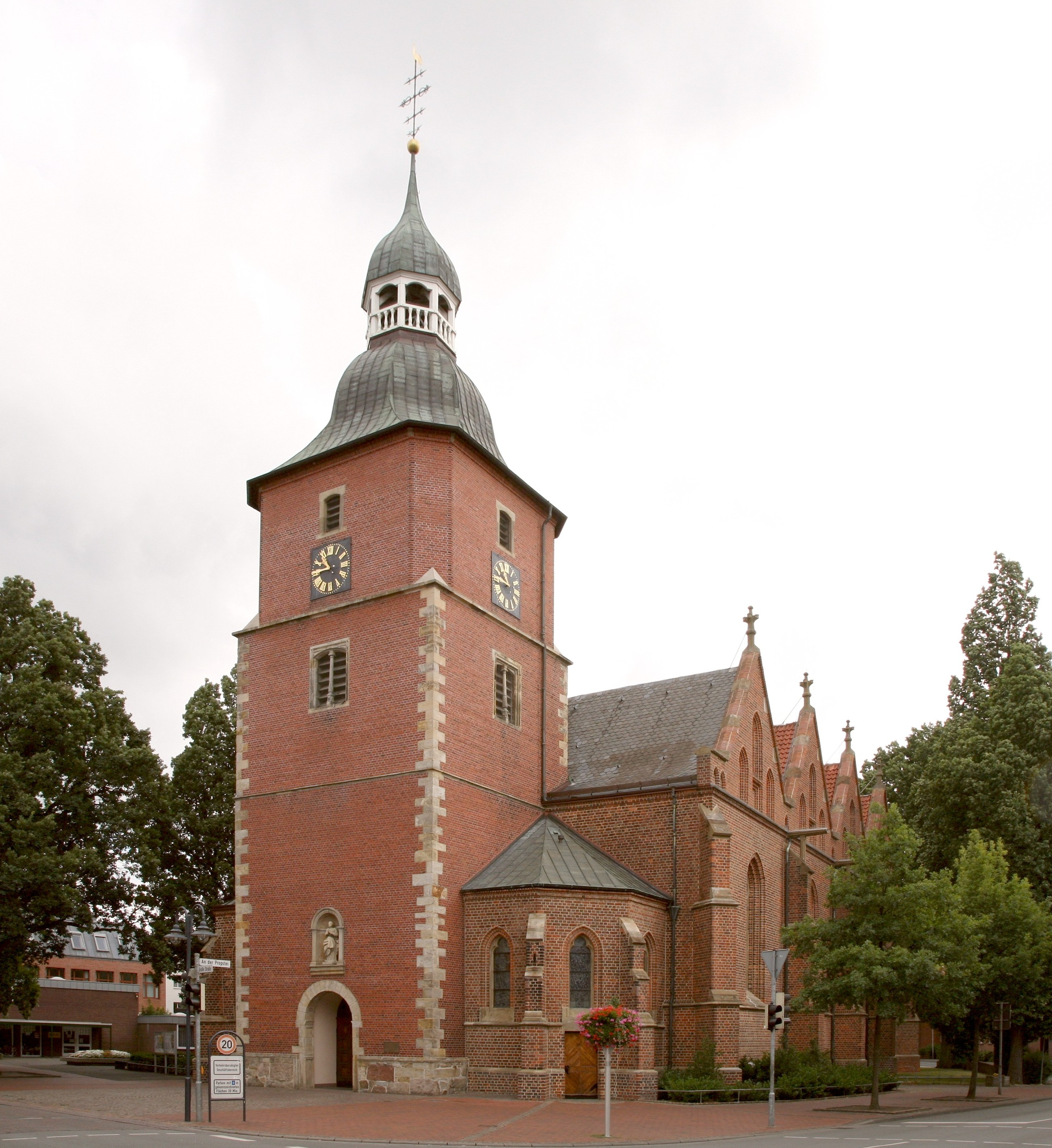
Propsteikirche St. Georg

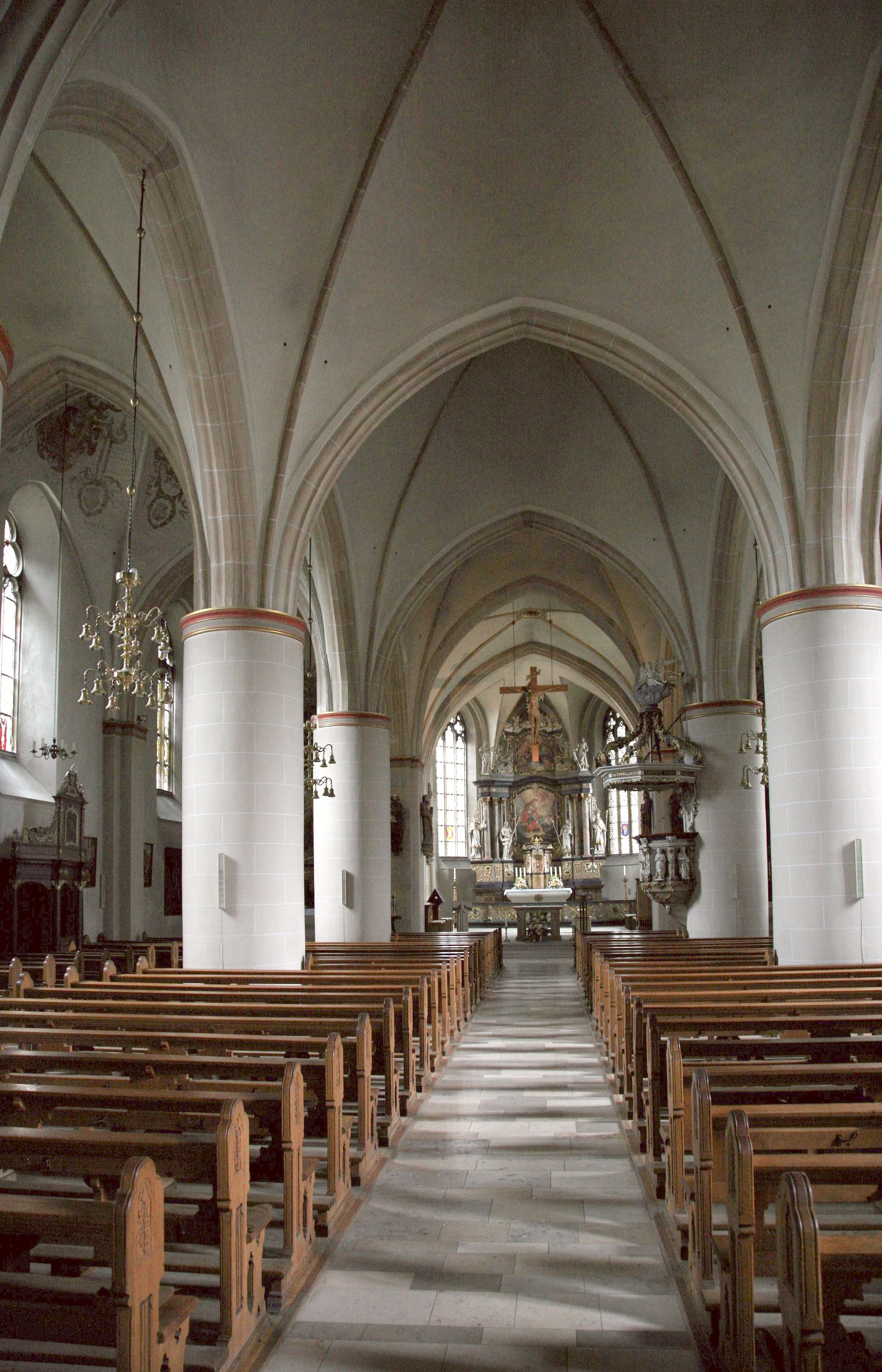
Innenraum, Blick auf den Chor

Die Propsteikirche St. Georg in Vechta ist die Pfarrkirche der Katholischen Kirchengemeinde Vechta, St. Mariä Himmelfahrt. Die Kirche steht unter dem Patrozinium des Heiligen Georg.

## Geschichte
Mitte des 12. Jahrhunderts bauten die Grafen von Calvelage-Ravensberg am Übergang über das Moorbachtal eine Burg. Die erste St.-Georgs-Pfarrkirche wurde um 1200 für die bei der Burg entstehende Handwerker- und Kaufmannssiedlung gebaut.

## Architektur
St. Georg ist eine geostete dreischiffige westfälische Hallenkirche aus Backstein. Der Baustil ist spätgotisch mit deutlichem Einfluss der Renaissance. Die drei Langhaus-Joche sind durch mächtige Säulen abgegrenzt, die die Rippengewölbe tragen. Daran schließt sich der polygonale Chor mit sternförmig ineinander laufenden Stichkappen an. Zerstörungen und Restaurierungen brachten Veränderungen mit sich. Die jetzige Kirche wurde in ihren Grundzügen bereits im Jahr 1452 errichtet. Das heutige Erscheinungsbild der Kirche stammt aus dem Jahr 1598. Der massive Turm mit barocker Welscher Haube kam 1722 hinzu. Die Kirche wurde 2003 bis 2007 umfassend saniert.

## Ausstattung
St. Georg besitzt eine wertvolle Ausstattung. Altarretabel, Kanzel und Kommunionbank sind Werke des 18. Jahrhunderts. Zwei armförmige Reliquiare des heiligen Alexander aus der Zeit um 1220–1230 gelangten 1699 aus dem Alexanderstift in Wildeshausen im Rahmen der Verlegung des Alexanderkapitels nach Vechta hierher. Weiterhin befindet sich in der Kirche eine Renaissance-Kuppa auf einem spätgotischen Schaft des Taufsteins. Die Kuppa schuf der Bildhauer Johann Brabender aus Münster (Westfalen) um 1540.
Wertvollster Teil des Kirchenschatzes ist eine Strahlenmadonna aus Silber, die 1636/1640 von Wilhelm Fesenmayr, einem Augsburger Goldschmied, angefertigt wurde. Sie wurde der Kirche 1655 von Fürstbischof Christoph Bernhard von Galen aus Anlass der Befreiung von der Schwedenherrschaft geschenkt.
Ein neben dem südlichen Eingang an der Außenmauer der Kirche angebrachtes Sandstein-Epitaph stellt den 1597 verstorbenen Ritter Johann von Dorgelo dar. Diesem gehörte im 16. Jahrhundert das Gut Welpe.

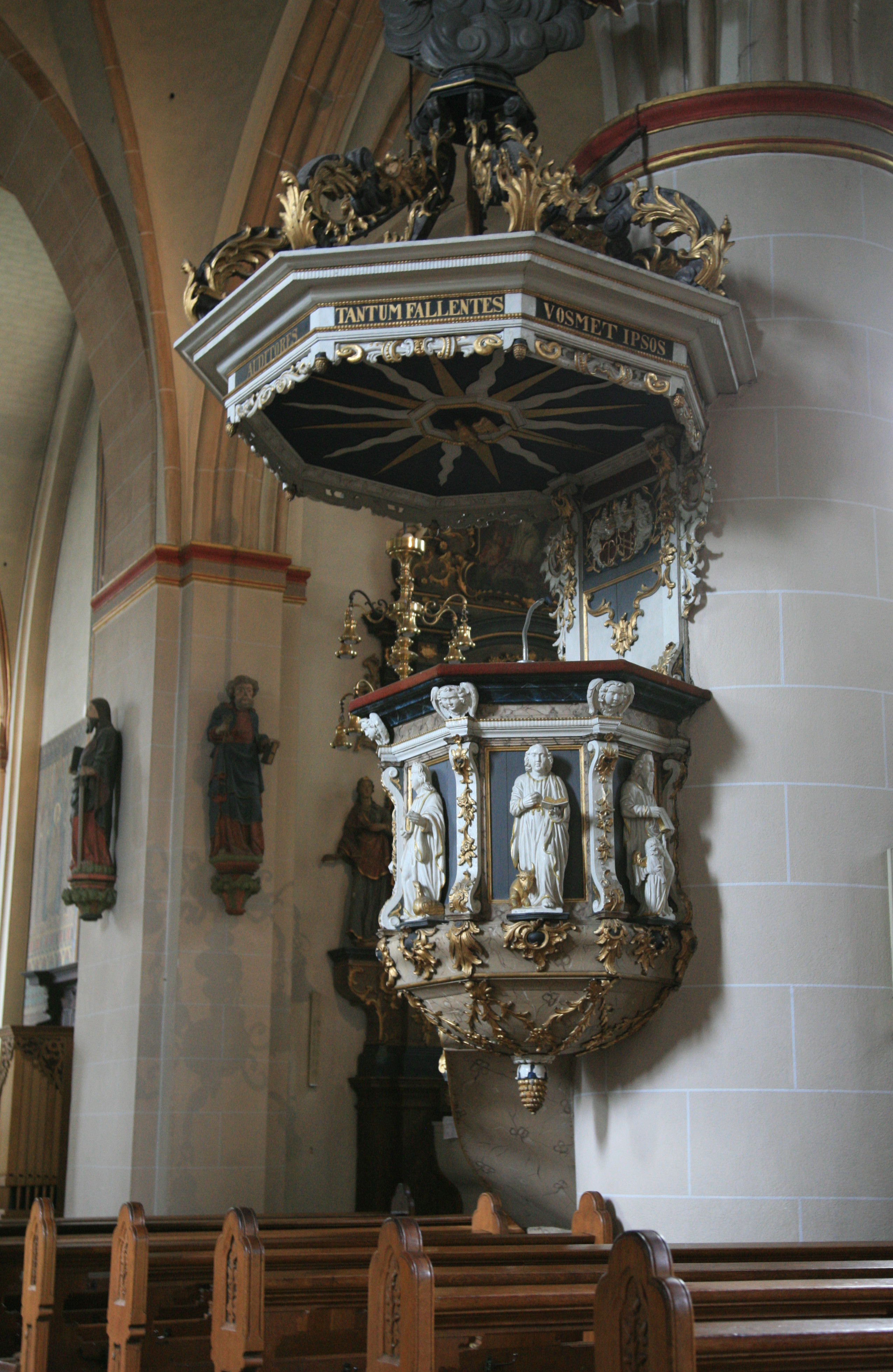
Die barocke Kanzel aus dem 18. Jahrhundert
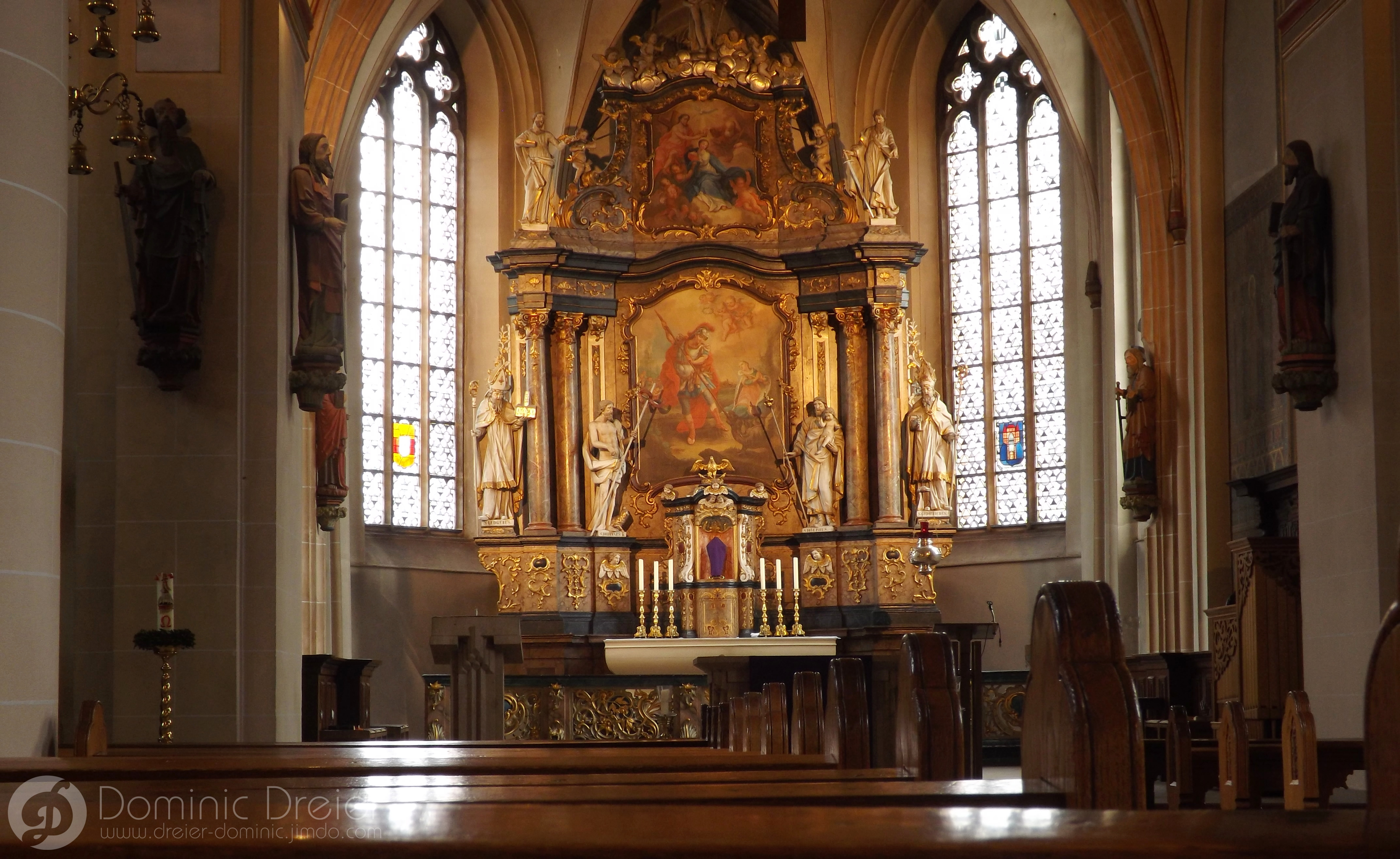
Chor mit Altar während der Fastenzeit
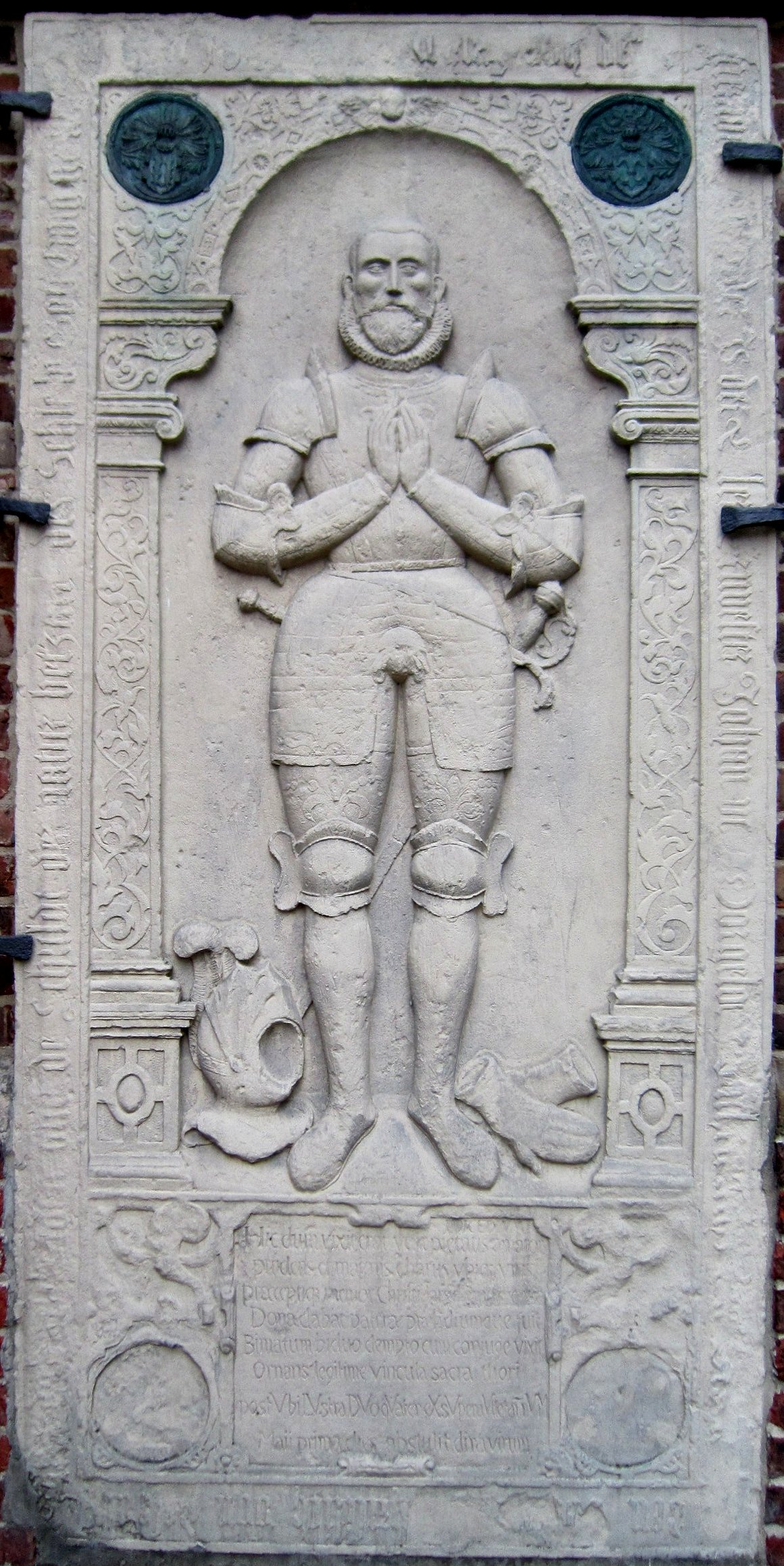
Epitaph des Johann von Dorgelo

### Orgel
Die Orgel wurde 1963 durch Alfred Führer (Wilhelmshaven) erbaut. Das Schleifladen-Instrument hat 39 Register auf drei Manualen und Pedal. Die Spieltraktur ist mechanisch, die Registertraktur elektrisch. 2018 wurde die Orgel durch Harm Dieder Kirschner (Weener) saniert; neben mehreren Änderungen in der Disposition wurde eine neue Setzeranlage installiert.
| I. Rückpositiv C–g3 |                |      |
| 1.                  | Rohrgedackt    | 8′   |
| 2.                  | Principal      | 4′   |
| 3.                  | Blockflöte     | 4′   |
| 4.                  | Flachflöte     | 2′   |
| 5.                  | Quinte         | 1/3′ |
| 6.                  | Sesquialter II | 2/3′ |
| 7.                  | Mixtur IV      | 1′   |
| 8.                  | Dulcian        | 16′  |
| 9.                  | Krummhorn      | 8′   |
|                     | Tremulant      |      |

| II. Hauptwerk C–g3 |                |      |
| 10.                | Principal      | 8′   |
| 11.                | Gemshorn       | 8′   |
| 12.                | Octave         | 4′   |
| 13.                | Rohrflöte      | 4′   |
| 14.                | Quinte         | 2/3′ |
| 15.                | Octave         | 2′   |
| 16.                | Mixtur VI–VIII | 1/3′ |
| 17.                | Trompete       | 16′  |
| 18.                | Trompete       | 8′   |

| III. Schwellwerk C–g3 |                 |      |
| 19.                   | Bleigedackt     | 8′   |
| 20.                   | Gamba           | 8′   |
| 21.                   | Schwebung       | 8′   |
| 22.                   | Fugara          | 4′   |
| 23.                   | Flûte Octavin   | 2′   |
| 24.                   | Sesquialtera II | 2/3′ |
| 25.                   | Mixtur IV–VI    | 2′   |
| 26.                   | Bombarde        | 16′  |
| 27.                   | Oboe            | 8′   |
| 28.                   | Schalmey        | 4′   |
|                       | Tremulant       |      |

| Pedal C–f1 |           |        |
| 29.        | Principal | 16′    |
| 30.        | Subbaß    | 16′    |
| 31.        | Quintbaß  | 102/3′ |
| 32.        | Octave    | 8′     |
| 33.        | Gedackt   | 8′     |
| 34.        | Octave    | 4′     |
| 35.        | Nachthorn | 2′     |
| 36.        | Mixtur V  | 2′     |
| 37.        | Posaune   | 16′    |
| 38.        | Trompete  | 8′     |
| 39.        | Trompete  | 4′     |

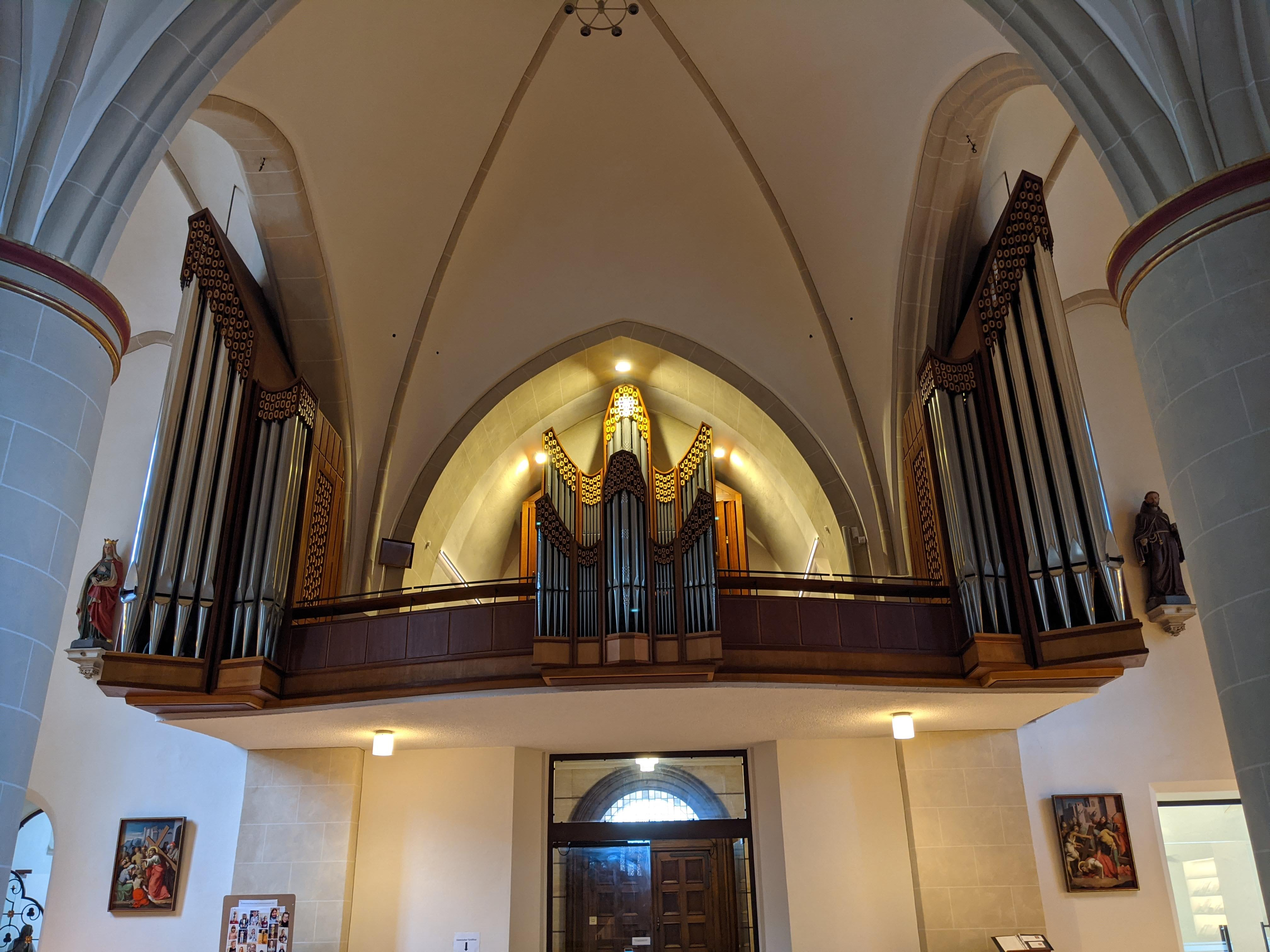
Führer-Orgel

- Koppeln (mechanisch): I-II, III-II, I-P, II-P, III-P.
- Spielhilfen: Setzeranlage mit 4.000 Speicherplätzen. Sequenzer vor und zurück. Schwelltritt für III. Manual.

### Glocken
Im Turm der Kirche befinden sich insgesamt fünf Bronzeglocken. Die drei großen Glocken (1-3) in der Glockenstube bilden ein bemerkenswertes Ensemble und sind teilweise von historischem Wert.
In der Laterne hängen zwei weitere Glocken (I & II). In den Jahren 1885 und 1919/1920 lieferte die Glockengießerei Otto aus Bremen-Hemelingen insgesamt drei Bronzeglocken. Die Glocke aus dem Jahr 1885 wurde im Ersten Weltkrieg eingeschmolzen.
| Glocke | Gießer                                  | Gussjahr | Durchmesser | Schlagton |
| ------ | --------------------------------------- | -------- | ----------- | --------- |
| 1      | Alexius Petit                           | 1790     |             | d'        |
| 2      | Friedrich Moritz Rincker, Osnabrück     | 1775     |             | es'       |
| 3      | Glockengießerei Rincker, Sinn           | 2012     |             | f'        |
|        |                                         |          |             |           |
| I      | Glockengießerei Otto, Bremen-Hemelingen | 1919     | 720 mm      | d"        |
| II     | Glockengießerei Otto, Bremen-Hemelingen | 1954     | 620 mm      | f"        |